# Chlorocebus pygerythrus
Il cercopiteco verde (Chlorocebus pygerythrus (F. Cuvier, 1821)) è un primate della famiglia Cercopithecidae.

## Descrizione
La lunghezza del corpo è tra 40 e 60 cm, mentre la coda può arrivare a 70 cm; il peso varia tra 4 e 6 kg; come per le altre specie del genere i maschi sono più grandi delle femmine. Il colore del corpo è grigioverde sul lato dorsale e quasi bianco su quello ventrale, le estremità degli arti sono nere; anche il muso è nero e sulla fronte è ben visibile la striscia bianca caratteristica del genere; inoltre anche le guance sono chiare. I maschi, come nelle altre specie congeneri, presentano una caratteristica colorazione bluastra dello scroto che contrasta con il colore rosso vivo del pene.

## Biologia
L'attività è diurna e si svolge sia al suolo sia sugli alberi, dove si rifugia per il riposo notturno. Forma gruppi numerosi costituiti da alcuni maschi, un maggior numero di femmine e piccoli, per un totale che può arrivare a 50 individui. Nei gruppi è osservata una rigida gerarchia. Comunicano tra loro con una varietà di suoni e gesti.
La dieta è varia e comprende soprattutto frutta, ma anche altri vegetali, insetti e altri piccoli animali.

## Distribuzione e habitat
L'areale di questa specie si estende in Africa orientale e meridionale, dall'Etiopia e la Somalia al Kenya e alla Tanzania, fino al Sudafrica. È presente anche sulle isole di Pemba e Mafia (Tanzania), e sull'isola di Manda, dell'arcipelago Lamu.
Popola vari habitat, dalla foresta alla savana.

## Sistematica
Vi sono cinque sottospecie di Chlorocebus pygerythrus:
- Chlorocebus pygerythrus pygerythrus
- Chlorocebus pygerythrus hilgerti
- Chlorocebus pygerythrus excubitor
- Chlorocebus pygerythrus nesiotes
- Chlorocebus pygerythrus rufoviridis

## Conservazione
La IUCN Red List classifica Chlorocebus pygerythrus come specie a basso rischio (Least Concern).